# San Juan (Metro Manila)
San Juan é um cidade de  primeira classe de renda da cidade (d) na região Grande Manila (NCR), nas Filipinas. De acordo com o censo de 1 de maio  de  2020 possui uma população de 126 347 pessoas e 31 519 domicílios. Antes da criação do Metro Manila, que era parte da província de Rizal. Atualmente a menor cidade na Metro Manila, em termos de área, San Juan é uma das menores entre as cidades e municípios da metrópole, perdendo apenas para Pateros. Este foi o local da primeira batalha da Katipunan, a organização filipina revolucionária, contra os colonizadores espanhóis.

## Cidades Irmãs de San Juan
- San Juan
- Santa Barbara, Califórnia
- Davao [8]